# Streunutzung
Unter Streunutzung versteht man das Sammeln von herabgefallenem Laub und Nadeln im Wald oder auf Heideflächen zur Einstreu in Viehställen. Auch der dritte oder vierte Aufwuchs von Wiesen wurde auf schlechteren Standorten zur Streugewinnung genutzt.
Die Waldstreunutzung war vor dem Dreißigjährigen Krieg nur wenig verbreitet. Erst durch die Kriegsnot getrieben, griffen die Bauern auf Waldstreu als Ersatz für Dünger und Einstreu zurück. Als dann zur Mitte des 18. Jahrhunderts die Viehwirtschaft vermehrt zur Stallfütterung überging, wurden größere Streumengen benötigt. Statt Getreide wurden nun auch vermehrt Kartoffeln, Tabak und Hopfen angebaut. Das fehlende Stroh musste ebenfalls durch Waldstreu ersetzt werden. Ab ca. 1750 hatte die Waldstreunutzung ein Ausmaß erlangt, welches heute nur schwer vorstellbar ist. Erklärbar ist es dadurch, dass die Streu überwiegend ohne Entgelt abgegeben wurde. Ziel der Regierungen war es, die Landwirtschaft zu unterstützen. Ganze Dörfer zogen mit Wagengespannen in die Wälder, welche nach der Streugewinnung teilweise wie leergefegt aussahen.
Erst im 19. Jahrhundert erkannten Forstwissenschaftler die Bedeutung der Waldstreu für die Waldböden. Durch den Streuentzug wurden den so genutzten Böden wichtige Nährstoffe der verrottenden Pflanzenteile nicht mehr zugeführt (vor allem Stickstoff). Gerade bei schwächeren Böden nahm die natürliche Bodenfruchtbarkeit durch Podsolierung ab; der Fachmann spricht von Aushagerung.
Die „Verarmung“ der Böden führte großflächig zu einem Baumartenwechsel, da statt Laubholz nur noch weniger anspruchsvolles Nadelholz wie Fichte und Kiefer angebaut werden konnte.
Im Laufe der Zeit versuchte die Forstwirtschaft die Streunutzung einzustellen, während die Landwirte auf ihren Rechten beharrten. Die teilweise als Überbleibsel der alten Markgenossenschaften vor allem in Staats- und Gemeindewäldern bestehenden Rechte zum Sammeln von Streu konnten teilweise erst im 20. Jahrhundert abgelöst werden oder wurden durch jahrzehntelange Nichtausübung nichtig, als sich nach dem letzten Krieg die Landwirtschaft erholte und Umstellungen in den Betrieben neue Voraussetzungen schufen.
Es wird damit gerechnet, dass die negativen Nachwirkungen der Waldstreunutzung auf die Böden ca. 300 bis 500 Jahre dauern können.
Verwandt mit der Streunutzung ist das Plaggen von Heiden.